# Tsjiri
Tsjiri (en georgiano: ცხირი; en abjasio: Цхьыр, romanizado: Tsjir) es una aldea que pertenece a la parcialmente reconocida República de Abjasia, dentro del distrito de Gali, aunque de iure es parte del municipio de Gali de la República Autónoma de Abjasia de Georgia.

## Geografía
Tsjiri está en orilla izquierda del río Eriskali, al sur del embalse de Gali y a 12 km de Gali. La aldea se administra desde el pueblo de Majunyia. 

## Historia
La aldea fue creada en 1948 mediante la unión de dos aldeas, Pirveli Kvemo Tsjiri (en georgiano: პირველი ქვემო ცხირი) y Meore Kvemo Tsjiri (en georgiano: მეორე ქვემო ცხირის).